# روز هیل پکت
روز هیل پکت (به انگلیسی: Rose Hill Packet) یک کشتی است. این کشتی در سال ۱۷۸۹ ساخته شد.